# Буката
Буката е село в Южна България. То се намира в община Смолян, област Смолян.

## География
Село Буката се намира в планински район, на брега на река Арда.

## Други
В село Буката се намира хан „Милчовата къща“.